# Brenda Bakke
Brenda Jean Bakke (15 de mayo de 1963; Klamath Falls, Oregón) es una actriz estadounidense de cine y televisión. 
Criada en Portland, Oregón, Brenda se trasladó a Los Ángeles para estudiar actuación en la Academia Americana de Artes Dramáticas. Ha aparecido en películas como  Hot Shots! Part Deux (1993) y L.A. Confidential (1997), y en series de televisión como Star Trek: The Next Generation, CSI: Crime Scene Investigation, NYPD Blue, The Mentalist y Supernatural.

## Carrera
Comenzó su carrera en la actuación a los 15 años en Portland, en una producción teatral llamada Years Ago.
Hizo su debut en la pantalla grande en la película de 1986 Hardbodies 2 y al año siguiente apareció en un episodio de la serie de televisión Star Trek: The Next Generation. En 1993, Bakke interpretó a Michelle Rodham Huddleston en la comedia Hot Shots! Part Deux, donde encarna a un personaje con muchas similitudes a Catherine Tramell, personaje interpretado por Sharon Stone en la película Basic Instinct.
En la década de 2000, Bakke continuó apareciendo en algunas películas de escaso renombre como The Quickie y Moving August. Pasó los siguientes años realizando apariciones en series de televisión como CSI: Crime Scene Investigation, NYPD Blue, The Mentalist y Supernatural. En 2015 interpretó a Virginia en la serie If Loving You Is Wrong. En 2016 realizó papeles en las series Heartbeat y Criminal Minds: Beyond Borders.

## Filmografía

### Cine
| Año  | Título                             | Personaje                  | Observaciones    |
| ---- | ---------------------------------- | -------------------------- | ---------------- |
| 1986 | Last Resort                        | Veroneeka                  |                  |
| 1986 | Hardbodies 2                       | Morgan                     |                  |
| 1987 | Scavengers                         | Kimberly Blake             |                  |
| 1987 | Medium Rare                        |                            |                  |
| 1988 | Fast Gun                           | Julie Comstock             |                  |
| 1988 | A Father's Homecoming              | Enfermera Pitzer           | Película para TV |
| 1988 | Dangerous Love                     | Chris                      |                  |
| 1989 | Fist Fighter                       | Ellen                      |                  |
| 1989 | Nowhere to Run                     | Joannie                    |                  |
| 1989 | Another Chance                     | Sandy                      |                  |
| 1989 | Gunhed                             | Sgt. Nim                   |                  |
| 1989 | Death Spa                          | Laura Danvers              |                  |
| 1990 | Stolen: One Husband                | Samantha                   | Película para TV |
| 1990 | Solar Crisis                       | Claire Beeson              |                  |
| 1992 | The Medium                         |                            |                  |
| 1992 | Secrets                            | Sandy Warwick              | Película para TV |
| 1993 | Loca Academia de Pilotos 2         | Michelle Rodham Huddleston |                  |
| 1994 | Gunmen                             | Maria                      |                  |
| 1994 | Twogether                          | Allison McKenzie           |                  |
| 1994 | Terminal Voyage                    | Zinovitz                   |                  |
| 1995 | Tales from the Crypt: Demon Knight | Cordelia                   |                  |
| 1995 | Under Siege 2: Dark Territory      | Capitana Linda Gilder      |                  |
| 1995 | Lone Justice 2                     | Wren                       |                  |
| 1996 | Lone Justice 3                     | Wren                       |                  |
| 1996 | Frame by Frame                     |                            |                  |
| 1997 | L.A. Confidential                  | Lana Turner                |                  |
| 1997 | Trucks                             | Hope Gladstone             | Película para TV |
| 1998 | Shelter                            | Helena                     |                  |
| 1998 | The Fixer                          | C.J.                       | Película para TV |
| 1998 | Nobody Lives Forever               | Laurel Trevelyn            | Película para TV |
| 2000 | Warm Texas Rain                    | Kim                        |                  |
| 2000 | Time Loves a Hero                  | Alice                      | Cortometraje     |
| 2001 | The Quickie                        | Jane                       |                  |
| 2002 | Moving August                      | Ginny Forster              |                  |
| 2002 | Groom Lake                         | Joyce                      |                  |
| 2004 | Hot Rush                           | Anciana                    | Cortometraje     |
| 2004 | Leave No Trace                     | Victoria Blake             |                  |
| 2015 | There                              | LLM                        |                  |
| 2015 | Unbelievable!!!!!                  | Christine Choppel          |                  |
| 2016 | Billy Boy                          | Margarette                 |                  |

### Televisión
| Año       | Título                                  | Personaje              | Observaciones                                                  |
| --------- | --------------------------------------- | ---------------------- | -------------------------------------------------------------- |
| 1987      | Star Trek: The Next Generation          | Rivan                  | Episodio: "Justice"                                            |
| 1987—1988 | High Mountain Rangers                   |                        | Episodios: "Pilot" y "Russian Skier Defects"                   |
| 1990      | Father Dowling Mysteries                | Claudia Marshall       | Episodio: "The Showgirl Mystery"                               |
| 1991      | The Young Riders                        | Alice                  | Episodio: "The Peacemakers"                                    |
| 1992      | Jake and the Fatman                     | Lori Menza             | Episodio: "Come Closer to Me"                                  |
| 1993      | Ned Blessing: The True Story of My Life | Wren                   | Miniserie                                                      |
| 1994      | Second Chances                          | Lara Peterson          | Episodios: "Miss Friendly Santa Rita" y "Justifiable Jealousy" |
| 1994      | The Adventures of Brisco County, Jr.    | Frances McCabe         | Episodio: "Ned Zed"                                            |
| 1995—1996 | American Gothic                         | Selena Coombs          | 18 episodios                                                   |
| 1999      | Ryan Caulfield: Year One                | Sra. Caulfield         | 8 episodios                                                    |
| 1999      | Charmed                                 | Coleccionista de almas | Episodio: "The Power of Two"                                   |
| 2001      | Popular                                 | Mary Lou Parker        | Episodios: "Miss Friendly Santa Rita" y "It's Greek to Me"     |
| 2001      | Dark Angel                              | Dra. Adriana Vertes    | Episodio: "Female Trouble"                                     |
| 2001      | CSI: Crime Scene Investigation          | Bonnie Ritten          | Episodio: "Burked"                                             |
| 2004      | NYPD Blue                               | Claudia Weintraub      | Episodio: "I Love My Wives, But Oh You Kid"                    |
| 2009      | Dollhouse                               | Margaret Bashford      | Episodio: "Haunted"                                            |
| 2010      | The Mentalist                           | Det. Sharon Florey     | Episodio: "Blood in, Blood Out"                                |
| 2010      | Dark Blue                               | Ana Perry              | Episodio: "Dead Flowers"                                       |
| 2014      | The Bridge                              | Guardia                | Episodio: "Eye of the Deep"                                    |
| 2015      | Supernatural                            | Suzie                  | Episodio: "The Werther Project"                                |
| 2015-2016 | If Loving You Is Wrong                  | Virginia               | 6 episodios                                                    |
| 2016      | Criminal Minds: Beyond Borders          | Camille                | Episodio: "Iqiniso"                                            |
| 2016      | Heartbeat                               | Marie                  | Episodio: "Match Game"                                         |